# Potentilla concinna
Potentilla concinna är en rosväxtart som beskrevs av Richards.. Potentilla concinna ingår i Fingerörtssläktet som ingår i familjen rosväxter.

## Underarter
Arten delas in i följande underarter:
- P. c. bicrenata
- P. c. leonina
- P. c. proxima

## Bildgalleri

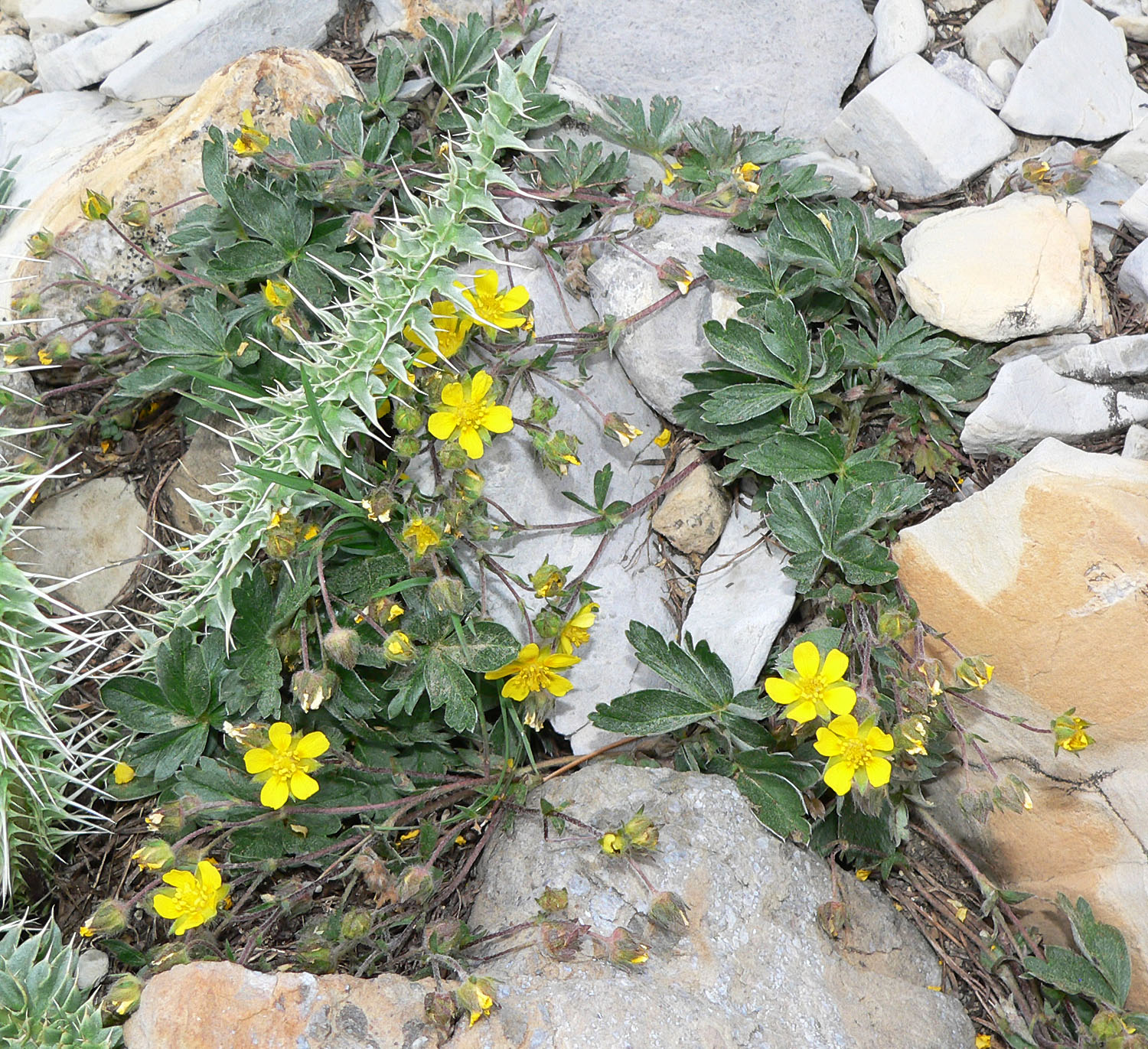
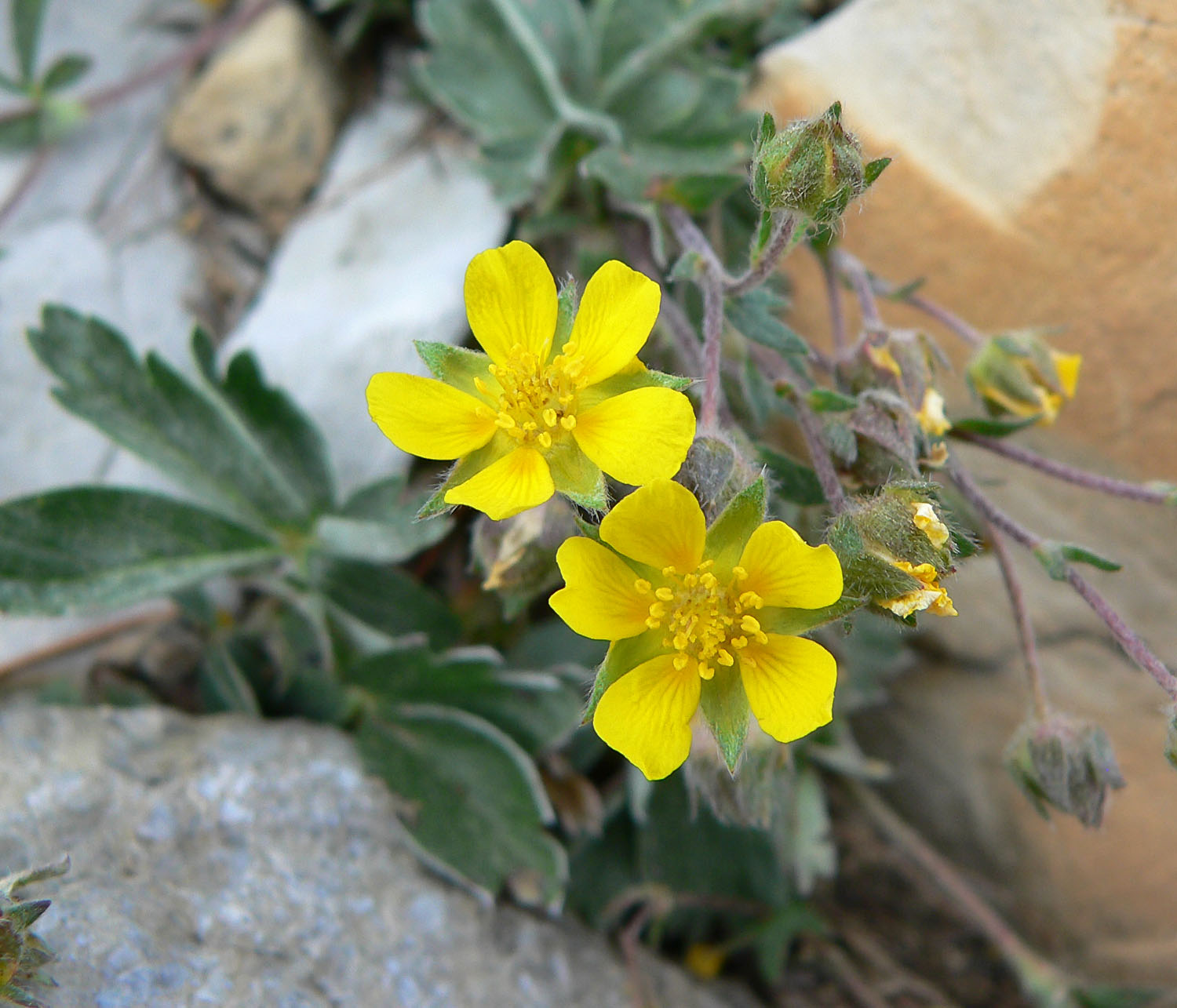
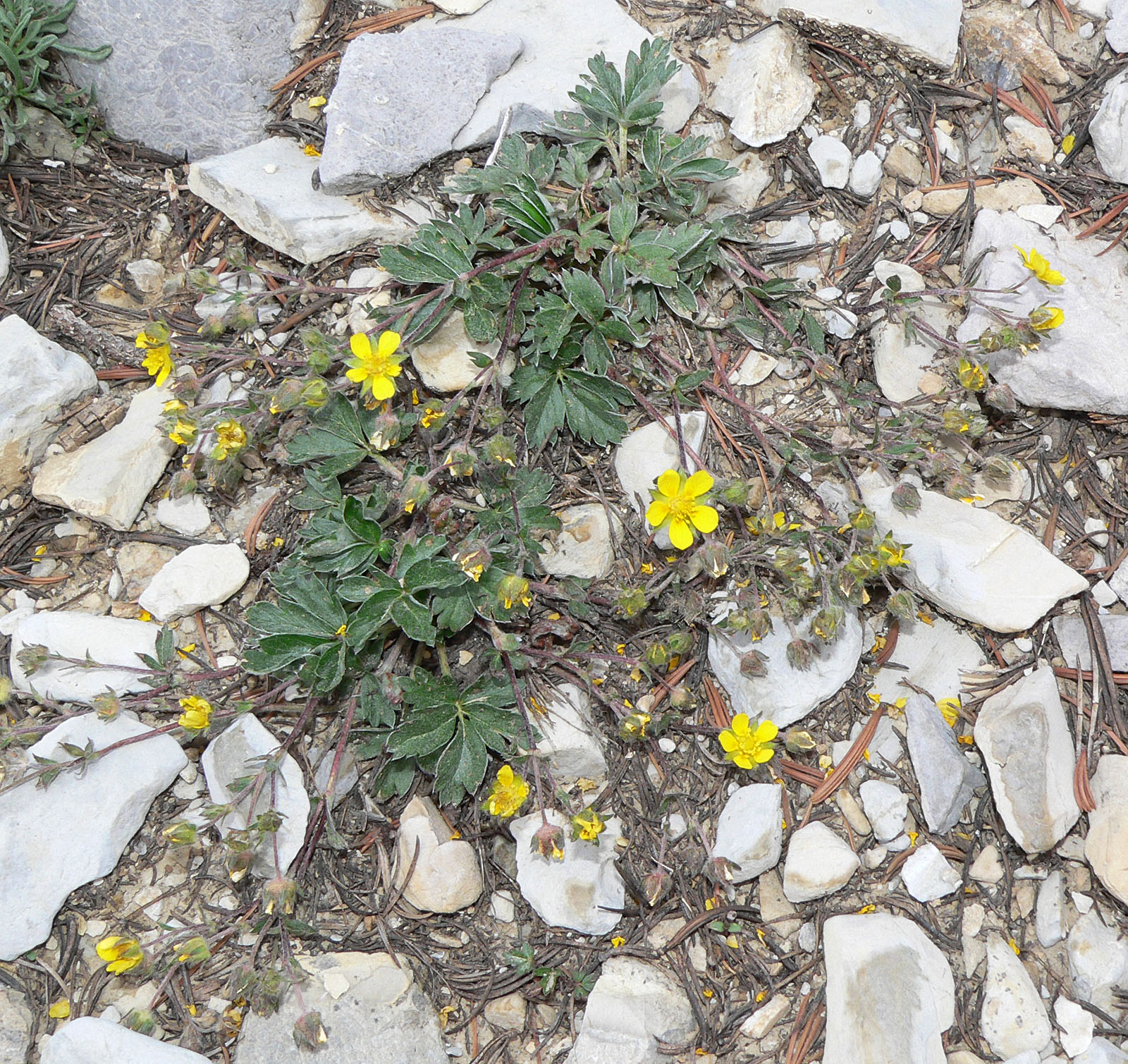
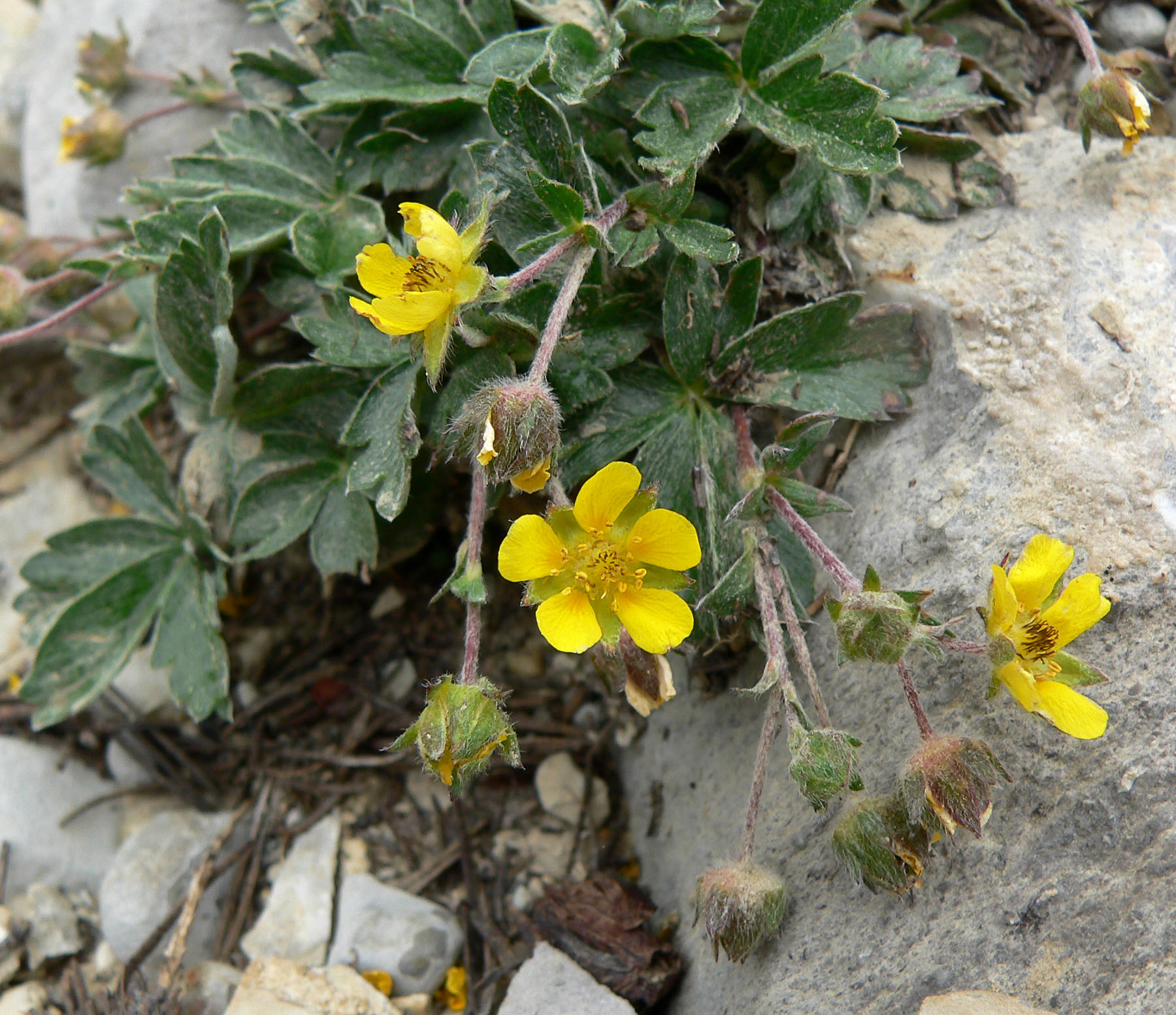